# Deutschkunde
Die Deutschkunde war das Ziel einer schulischen Reformbewegung in Deutschland, die sich ab 1912 im Deutschen Germanistenverband bzw. in der Gesellschaft für deutsche Bildung organisierte und teilweise in die nationalsozialistische Erziehung überging. Den Begriff prägte 1912 der Germanist und spätere Leipziger Oberstudiendirektor Walther Hofstaetter (1883–1968).

## Entwicklung und Ziele
Getragen von Hochschulgermanisten und Deutschlehrern, wollte die Bewegung möglichst den gesamten Unterricht (Sprachen, Kunst, Musik, Religion, Geschichte, Geografie) am Fach Deutsch orientieren und die Erziehung zum „Deutschsein“ in den Mittelpunkt stellen. Die „Gesamtwissenschaft vom Deutschtum“ (Julius Petersen) wollte eine aus Volkskunde und Literaturinterpretation, Geschichtsphilosophie und Philologie gemischte Kulturgeschichte im Zeichen einer idealisierten Nationalkultur entwickeln. Damit sollte die gymnasiale Orientierung an den Alten Sprachen und der deutschen Klassik durch den Neuhumanismus abgelöst werden. Das deutsche Wesen, die deutsche Kultur in ihrer ganzen Breite und historischen Tiefe bis zum frühen Mittelalter sowie das deutsche Volk sollten im Zentrum der Erziehung stehen. Somit lagen häufig politisch völkische Positionen dieser Richtung nahe. Vertreter waren z. B. Friedrich Panzer, Ernst Elster, Klaudius Bojunga und Johann Georg Sprengel. Für den Geschichtsunterricht schloss sich Ulrich Peters an.
Im methodischen Bereich folgten die Pläne modernen Erkenntnissen: Statt Lehrervortrag war Arbeitsunterricht zentral. Stoffauswahl und Aufgabenstellung sollten jeweils zu den Altersstufen passen: In Klasse 8 wurde die „Vertiefung in heldenhaftes deutsches Leben auf allen Lebensgebieten“ angestrebt, für die Mädchen neben den Helden der Arbeit auch in die „Heldinnen der Arbeit und des Duldens“. In Klasse 9 waren wichtig die „Bilder aus der Kolonisation im deutschen Osten, aus dem Deutschtum in den abgetretenen Gebieten und im Ausland“. In Klasse 11 ergänzte die – im Original zu lesende – mittelhochdeutsche nun auch die althochdeutsche und -nordische Dichtung.
Die Bewegung erreichte unter den Fachvertretern große Popularität und wirkte z. B. in Preußen auf die Lehrpläne seit 1924 durch den politischen Einfluss von Hans Richert: „Im deutschen Unterricht sollen die Schüler lernen, deutsch zu reden und zu schreiben, deutsch zu fühlen, zu denken und zu wollen.“ Auf heftige Kritik stieß sie jedoch beim Leipziger Pädagogen Theodor Litt, der die Gefahr sah, dass die Grundfertigkeiten der Schüler durch die stoffliche Überfüllung gefährdet würden (Die gegenwärtige pädagogische Lage und ihre Forderungen, Vortrag auf der Weimarer Tagung 1926). So folgten nicht alle deutschen Länder den Zielen dieser Bewegung.

## Zeitschriften
- Zeitschrift für Deutschkunde (1920–1943, zuvor seit 1887: Zeitschrift für den deutschen Unterricht, hg. v. Otto Lyon)
- Zeitschrift für deutsche Bildung (1925–1944)